# Držková
Držková – gmina w Czechach, w powiecie Zlín, w kraju zlińskim. Według danych z dnia 1 stycznia 2012 liczyła 362 mieszkańców.
Położona jest w Górach Hostyńskich w etnograficznym regionie Morawska Wołoszczyzna. W 2011 roku otworzonu tu regionalne muzeum.